# Kaps
Kaps – wieś w Armenii, w prowincji Szirak. W 2011 roku liczyła 834 mieszkańców.